# Das Schiff der verlorenen Menschen
Das Schiff der verlorenen Menschen is een Duitse dramafilm uit 1929 onder regie van Maurice Tourneur.

## Verhaal
De cynische kapitein Vela verdient geld door vluchtelingen uit Duitsland te smokkelen. De Amerikaanse dokter Cheyne bevindt zich buiten zijn wil aan boord op reis naar Brazilië. Tijdens de oversteek redt hij de Amerikaanse oceaanvliegster Ethel Marley van de verdrinkingsdood. Samen met de scheepskok houdt hij de verstekelinge verborgen voor kapitein Vela en zijn bemanning. Als de schepelingen aan het muiten slaan, lopen de twee Amerikaanse passagiers gevaar.

## Rolverdeling
| Acteur               | Personage               |
| -------------------- | ----------------------- |
| Fritz Kortner        | Kapitein Vela           |
| Marlene Dietrich     | Ethel Marley            |
| Robin Irvine         | William Cheyne          |
| Vladimir Sokoloff    | Grischa                 |
| Gaston Modot         | Morain                  |
| Boris de Fast        | Getatoeëerde matroos    |
| Feodor Chaliapin jr. | Nick                    |
| Max Maximilian       | Tom Butley              |
| Fritz Alberti        | Kapitein van L'Amorique |
| Robert Garrison      | Huisbaas                |
| Heinrich Gotho       | Matroos                 |
| Harry Grunwald       | Matroos                 |
| Emil Heyse           |                         |
| Fred Immler          |                         |
| Alfred Loretto       | Matroos                 |
| Gerhard Ritterband   |                         |
| Aruth Wartan         |                         |
| Heinz Wemper         |                         |
| Christiane Tourneur  |                         |